# A-ha
a-ha（挪威語發音：[ɑˈhɑː]）是一支挪威合成流行乐队，于1982年在挪威首都奥斯陆成立。该乐队由主唱摩滕·哈克特（Morten Harket）、吉他手保羅·瓦克塔（Paul Waaktaar-Savoy）和键盘手馬格納·福魯霍爾曼（Magne Furuholmen）创立，在上世纪80年代中期声名鹊起。代表作包括《Take On Me》、《Hunting High and Low》等。
1. ↑  Simpson, George. . Express.co.uk. 12 June 2018  [2023-10-16]. （原始内容存档于2022-10-19）.